# Microfone
O microfone é um transdutor que converte o som em sinais elétricos. Microfones são usados em muitas aplicações como telefones, gravadores, aparelhos auditivos, shows e na transmissão de rádio e televisão.

## História

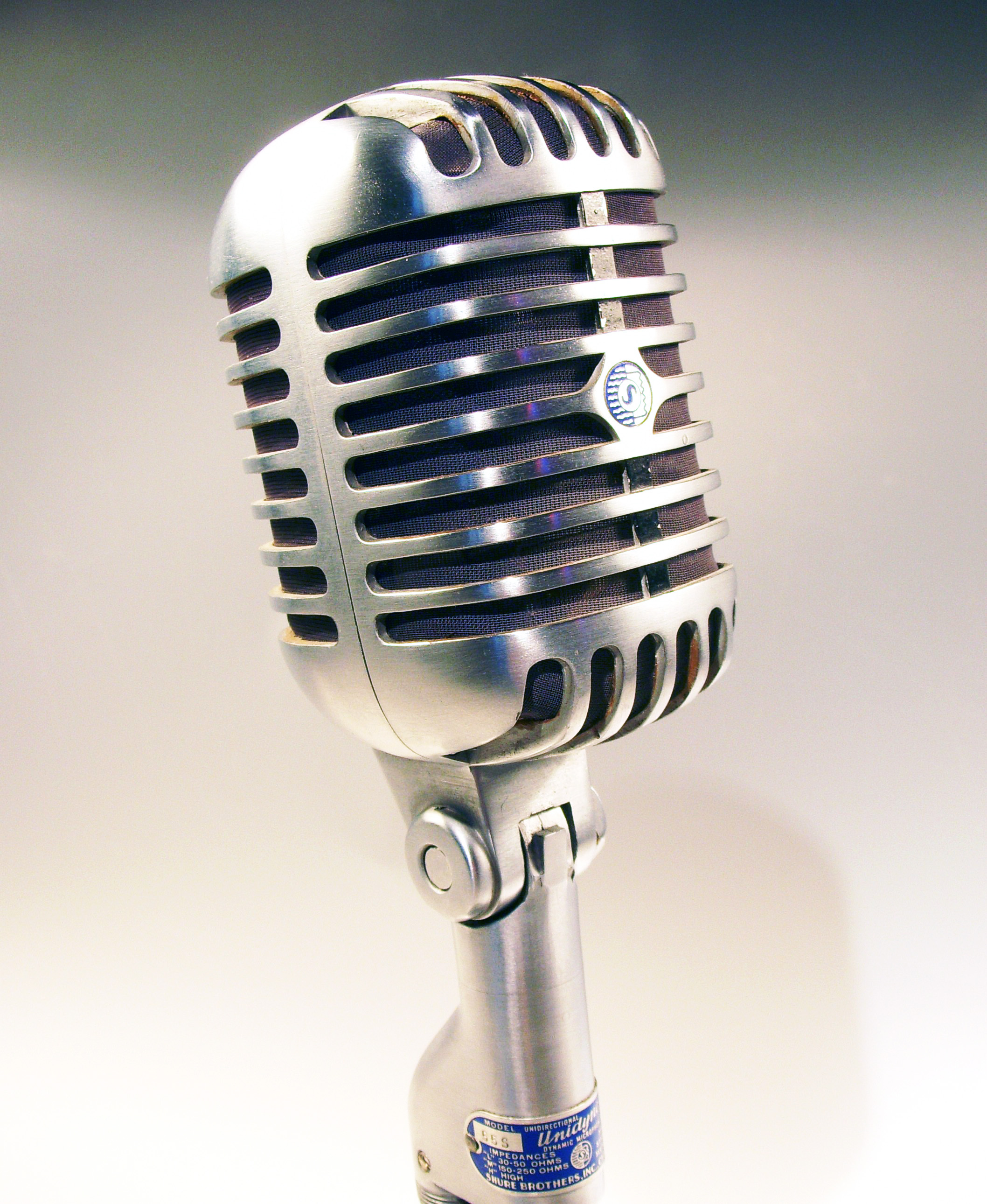
Modelo clássico de microfone dos anos 50

O antecessor do microfone foi o megafone, que amplia a voz utilizando apenas o ar como meio de transmissão, e cuja origem remonta da Grécia antiga. Os primeiros experimentos registrados utilizando fios como meios de transmissão da voz remontam de 1665, registrados por Robert Hooke.
Telefones primordiais foram desenvolvidos nos anos 1800 independentemente por Johann Philipp Reis e Alexander Graham Bell. O primeiro microfone prático foi desenvolvido independentemente por David Edward Hughes, Emile Berliner, e Thomas Edison.

## Padrões polares
Sensibilidade polar do microfone. O microfone está paralelo à página voltada para cima em cada diagrama.

Omnidirecional
Sub-cardioide
Cardioide
Super-cardioide
Hyper-cardioide
Bi-direcional ou Figura de 8
Lobar

## Efeito de proximidade

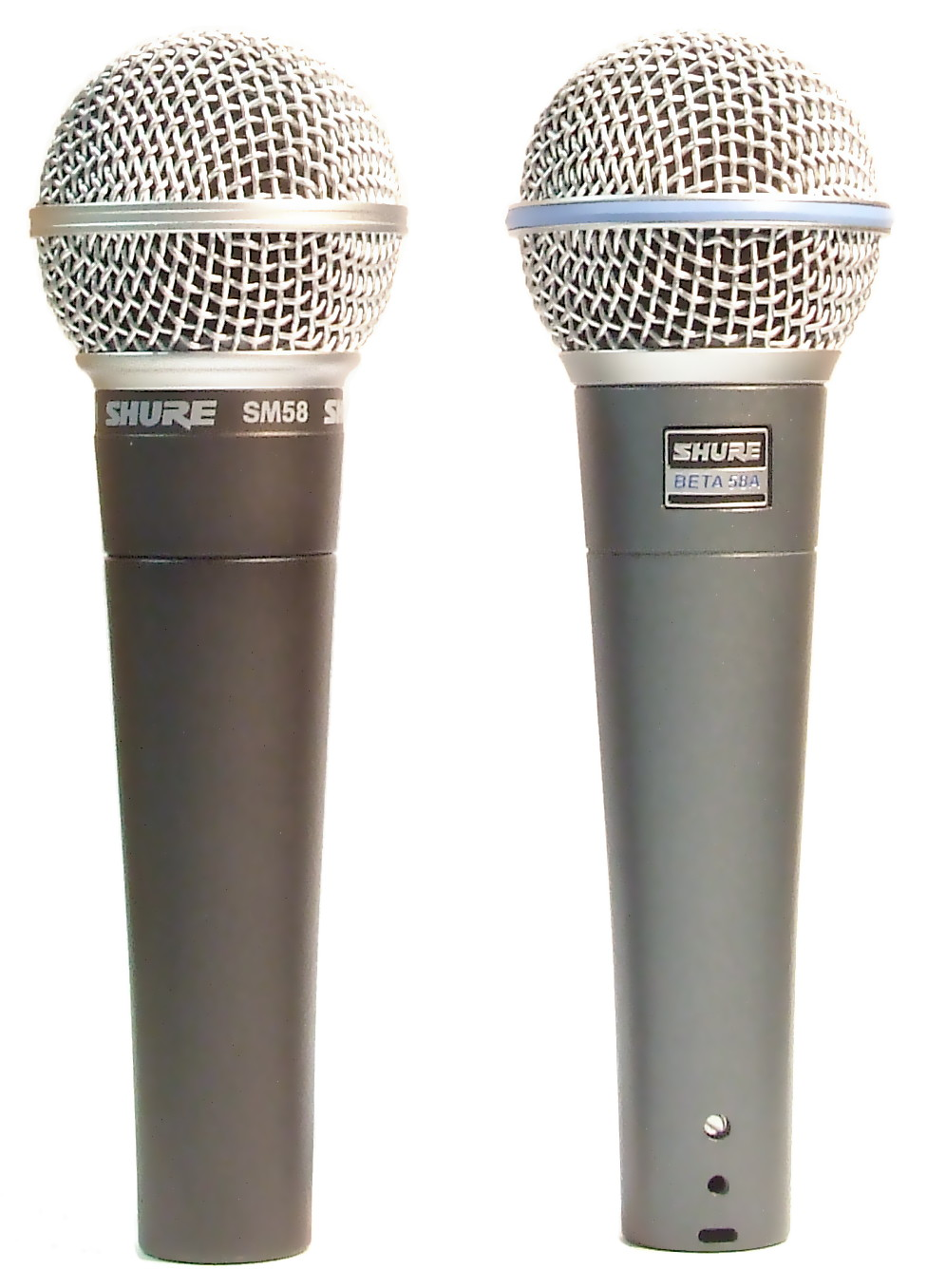
Exemplo de microfone

O efeito de proximidade ocorre com microfones que operam através da detecção do gradiente de pressão do ar, resultando em um grave acentuado quando o aparelho é aproximado da fonte de pressão, onde o gradiente é mais intenso, uma vez que as variações na pressão são mais intensas quanto menor a distância da fonte.